# Anacypta punctata
Anacypta punctata es una especie de coleóptero de la familia Trogossitidae.